# Biroa zimmermanni
Biroa zimmermanni är en insektsart som beskrevs av Willemse, C. 1951. Biroa zimmermanni ingår i släktet Biroa och familjen vårtbitare. Inga underarter finns listade i Catalogue of Life.